# Prosanta Chakrabarty
Prosanta Chakrabarty (25 de novembro de 1978) é um ictiólogo americano e professor de ictiologia, evolução e sistemática na Louisiana State University. Ele estudou na McGill University, onde se formou em Ciências em Zoologia Aplicada, e na University of Michigan, onde obteve seu PhD em Ecologia e Evolução. Entre outros cargos profissionais, ele foi Diretor de Programa da National Science Foundation e é atualmente é secretário da Sociedade Americana de Ictiologista e Herpetologista. Ele foi nomeado TED Fellow em 2016, e TED Senior Fellow em 2018. Ele foi nomeado Membro Eleito da AAAS por "contribuições distintas à biologia evolutiva, com foco nos sistemas bioluminescentes e biogeografia histórica de peixes de água doce, e por comunicar ciência de forma eficaz ao público".